# گارد امپراتوری (ژاپن)
گارد امپراتوری (انگلیسی: Imperial Guard) نام دو سازمان جداگانه است که به حمایت از امپراتور ژاپن و دودمان یاماتو، کاخ‌ها و سایر املاک امپراتوری اختصاص یافته‌است. اولین بخش‌های گارد امپراتوری (近衛 師 団، کونو شیدان)، شاخه ای نیمه مستقل از نیروی زمینی امپراتوری ژاپن بود که بلافاصله پس از جنگ جهانی دوم منحل شد. دومین ستاد گارد امپراتوری (皇宮 警察 本部، Kōgū-Keisatsu Honbu)(ستاد پلیس کاخ امپراتوری)، یک سازمان اجرای قانون غیرنظامی است که به عنوان بخشی از آژانس پلیس ملی تشکیل شد.